# Rouvres-les-Bois

Rouvres-les-Bois este o comună în departamentul Indre, Franța. În 1 ianuarie 2022 avea o populație de 278 de locuitori.